# Jamborite
La jamborite (simbolo IMA: Jbr) è un minerale raro appartenente alla classe dei minerali "ossidi e idrossidi" con la composizione chimica di nuova definizione Ni2+1-xCo3+x(OH)2-x(SO4)x• nH2O con x ≤ 1/3 e n ≤ (1-x).
Da un punto di vista chimico, la jamborite è quindi un idrossido di nichel-cobalto contenente acqua con ioni solfato aggiuntivi.
Precedentemente apparteneva al supergruppo dell'idrotalcite e in particolare al gruppo dell'idrotalcite, ma in seguito a ridefinizione il minerale è stato eliminato dall'elenco, pur essendo una specie minerale riconosciuta dall'IMA.

## Etimologia e storia
La jamborite è stata scoperta nel 1971 in tre diversi siti della regione Emilia-Romagna: Ca' dei Ladri (località Silla, frazione di Gaggio Montano) e sul Monteacuto Ragazza a Grizzana Morandi (Città metropolitana di Bologna) e Sasso delle Lucine vicino a Castelluccio di Moscheda nel comune di Montese (Modena). Questi siti sono considerati località tipo.
Il minerale è stato descritto scientificamente da Noris Morandi e Giorgio Dal Rio, che hanno chiamato il minerale in onore del mineralogista canadese John Leslie Jambor (1936-2008) e hanno presentato i loro risultati all'Associazione Mineralogica Internazionale (IMA) per la revisione. Nello stesso anno, quest'ultimo riconobbe la jamborite come specie minerale indipendente con il numero di entrata interna IMA 1971-037.
Poiché nel frattempo c'erano dubbi sulla composizione chimica del minerale, la jamborite è stata considerata un cosiddetto "minerale discutibile" (questionable mineral, Q) fino al 2013. Nel 2014 la jamborite è stata nuovamente riconosciuta con una composizione di nuova definizione (numero di domanda interna IMA 14-E). Da allora, il minerale è stato elencato nella "List of Minerals and Mineral Names" dell'IMA/CNMNC con il riconoscimento "IMA 2014 s.p." (Procedura speciale).
Il campione tipo del minerale è conservato nella Collezione Mineralogica del Museo dell'Istituto di Mineralogia e Petrografia dell'Università di Bologna in Italia. Tuttavia, il numero di catalogo del materiale tipografico non è documentato.

## Classificazione
Nell'obsoleta 8ª edizione della sistematica minerale secondo Strunz, la jamborite non è ancora elencata.
Nella Sistematica dei lapis (Lapis-Systematik) di Stefan Weiß, che è stata rivista e aggiornata l'ultima volta nel 2018 e che si basa ancora su questa vecchia forma della sistematica di Strunz per rispetto verso i collezionisti privati e le collezioni istituzionali, al minerale è stato assegnato il sistema e il minerale nº IV/F.03-055. In tale Sistematica ciò corrisponde alla classe degli "ossidi e idrossidi" e lì alla sottoclasse "idrossidi e idrati ossidici (ossidi acquosi con struttura stratificata)", dove la jamborite insieme ad amakinite, ashoverite, brucite, paraotwayite, portlandite, pirocroite, spertiniite, sweetite, theophrastite e wülfingite forma la "serie della brucite" con il sistema nº IV/F.03.
La 9ª edizione della sistematica minerale di Strunz, che è stata aggiornata l'ultima volta dall'IMA nel 2024, classifica la jamborite nella nuova divisione "4.F Idrossidi (senza V od U)". Anche questa viene ulteriormente suddivisa in base all'eventuale presenza di acqua cristallina o ioni idrossido (OH) e alla struttura cristallina, in modo che il minerale sia classificato nella suddivisione "Idrossidi con H2O ± (OH); strati di ottaedri che condividono uno spigolo", dove insieme ad akdalaite, iowaite, meixnerite, muskoxite e woodallite, forma il "gruppo meixneritico" con il sistema nº 4.FL.05.
La classificazione dei minerali di Dana classifica anche la jamborite nella classe degli "ossidi e idrossidi" e nella divisione degli "idrossidi e degli ossidi contenenti idrossi". Qui è l'unico membro del gruppo senza nome 06.03.08 all'interno della sottodivisione "Idrossidi e ossidi contenenti idrossi con gruppi (OH)3 o (OH)6".

## Abito cristallino
La jamborite cristallizzato nel trigonale nel gruppo spaziale R3m (gruppo nº 166) con i parametri del reticolo a = 3,068(4) Å e c = 23,298(11) Å oltre a tre unità di formula per cella unitaria.

## Proprietà
La jamborite è insolubile in acqua e solo leggermente solubile in acido cloridrico freddo.

## Origine e giacitura
La jamborite si forma secondariamente dalla trasformazione della millerite in condizioni idrotermali. Oltre alla millerite, i minerali di accompagnamento includono calcite, dolomite e quarzo (in Italia) nonché gaspéite, glaukosphaerite e mcguinnessite (in Giappone).
Essendo una formazione minerale rara, la jamborite è stata rilevata solo in pochi luoghi, con circa 40 depositi documentati in tutto il mondo alla data del 2023. In Italia, il minerale è stato trovato non solo nelle sue località tipo nella regione Emilia-Romagna, ma anche a Groppallo (provincia di Piacenza) così come nella "Miniera di S'Acqua is Prunas" vicino a Gonnosfanadiga (provincia del Medio Campidano, in Sardegna) e in diversi siti in Toscana.
In Germania, la jamborite è stata trovata nelle montagne di Richelsdorf nel distretto di Hersfeld-Rotenburg in Assia, così come nella miniera di Schöne Aussicht vicino a Burbach, Pfannenberger Einigkeit vicino a Salchendorf e nell'ex miniera di Niederberg a Neukirchen-Vluyn (ex distretto di Moers) nella Renania Settentrionale-Vestfalia.
Altri siti includono la miniera di Nakauri vicino a Shinshiro in Giappone, la miniera di Palhal vicino ad Albergaria-a-Velha in Portogallo, la miniera di Nueva Virginia vicino a Lanzuela (Aragona) e la miniera di Eugenia (Catalogna) in Spagna, la miniera di Bryn-yr-Afr e la miniera di Coed Ely in Galles (Regno Unito) e Harrodsburg (Kentucky) e Halls Gap (Kentucky) negli Stati Uniti.

## Forma in cui si presenta in natura
La jamborite sviluppa aggregati minerali di fibre cristalline e lamelle parallele, parzialmente piegate, nonché pseudomorfosi come la millerite. Il minerale è traslucido e di colore verde.